# Württemberg-Baden
Württemberg-Baden là một bang cũ của Cộng hòa Liên bang Đức, thủ phủ là thành phố Stuttgart. Bang được tạo ra vào năm 1945 bởi lực lượng Hoa Kỳ chiếm đóng, sau khi các tiểu bang trước đó là Baden và Württemberg đã được chia ra giữa Mỹ và các khu vực chiếm đóng của Pháp. Năm 1952, Württemberg-Baden sáp nhập với Württemberg-Hohenzollern và Baden vào bang hiện nay Baden-Württemberg.

## Lịch sử
Württemberg-Baden bao gồm phần nửa phía bắc của những tiểu bang trước đây Württemberg và Baden. Biên giới phía nam của phần này của khu vực quản lý của Mỹ đã được thiết lập để Autobahn (đường cao tốc) kết nối Karlsruhe và München (ngày nay là A8) nằm hoàn toàn trong khu vực Mỹ. Ba phân khu chính của khu vực Mỹ - Đại Hesse, Bayern và Württemberg-Baden được tuyên bố vào ngày 19 tháng 9 năm 1945.
Ngày 24 tháng 11 năm 1946 một hiến pháp mới được ban hành, và quốc hội đầu tiên của Württemberg-Baden được bầu. Với sự hình thành của Cộng hòa Liên bang Đức thông qua ngày 23 tháng năm 1949, Württemberg-Baden trở thành một thành viên sáng lập.

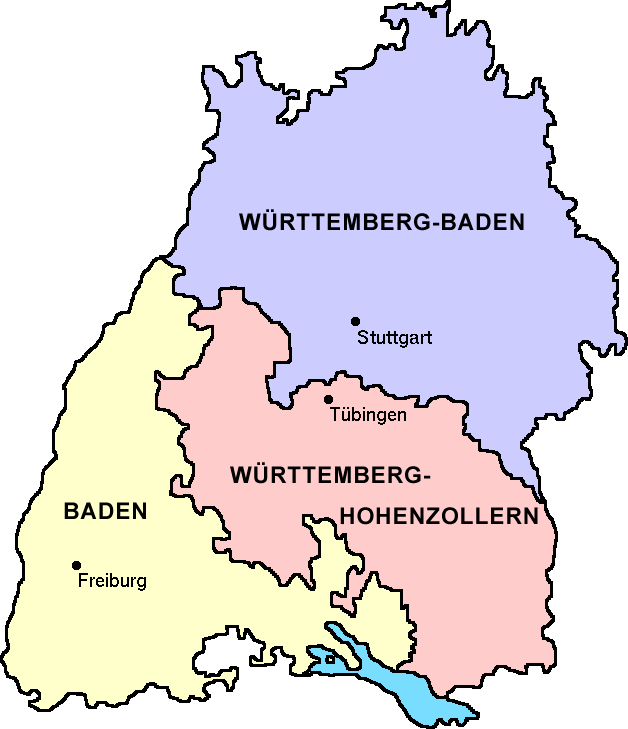
3 bang đã nhập lại hình thành Baden-Württemberg 1952.

Một cuộc bỏ phiếu thử được tổ chức vào ngày 24 tháng 9 năm 1950 tại Württemberg-Baden, Württemberg-Hohenzollern và Baden về một sự hợp nhất của ba tiểu bang, theo sau một cuộc trưng cầu dân ý được tổ chức vào ngày 16 tháng 12 năm 1951. Trong cả hai lần, các cử tri trong Württemberg-Baden bỏ phiếu với đa số rõ ràng ủng hộ việc sáp nhập chung. Tất cả ba bang sáp nhập vào bang của Đức hiện đại Baden-Württemberg, được thành lập vào ngày 25 tháng 4 năm 1952.